# Bruce Mines
Bruce Mines is een plaats (town) in de Canadese provincie Ontario en telt 627 inwoners (2006). De oppervlakte bedraagt 6,13 km².